# چارلز باتروورث (هنرپیشه)
چارلز باتروورث (انگلیسی: Charles Butterworth؛ ۲۶ ژوئیهٔ ۱۸۹۶ – ۱۴ ژوئن ۱۹۴۶) یک هنرپیشه اهل ایالات متحده آمریکا بود.
از فیلم‌ها یا برنامه‌های تلویزیونی که وی در آن نقش داشته است می‌توان به امشب عاشقم باش اشاره کرد.